# Tito Schipa
Tito Schipa (ur. 27 grudnia 1888 w Lecce, zm. 16 grudnia 1965 w Nowym Jorku) – włoski tenor liryczny, uważany za jednego z najznamienitszych tenore di grazia w historii opery.

## Życiorys
Urodził się jako Raffaele Attilio Amedeo Schipa w Lecce, w ostatnich dniach 1888 roku, w dokumentach podano 2 stycznia 1889 z przyczyn formalnych. Studiował w Mediolanie, debiutował zaś w wieku 21 w 1910 w Vercelli. Następnie występował w całych Włoszech i Buenos Aires. W 1917, wykonywał rolę Ruggiera w Jaskółce (La rondine) Pucciniego.
W 1919, Schipa wyjechał do Stanów Zjednoczonych, gdzie przyłączył się do zespołu Chicago Opera Company. Śpiewał tam do 1932, po czym w latach 1932 – 1935 oraz w 1941 występował w Metropolitan Opera. Od 1929 do 1949, powrócił do regularnych występów we Włoszech, by w 1954 kolejny raz wyjechać do Buenos Aires. W 1957, odbył trasę koncertową po ZSRR.
Repertuar Schipa ostatecznie objął około dwadzieścia włoskich i francuskich ról operowych. Występował między innymi w Wertherze Jules'a Masseneta, Napoju miłosnym (L'Elisir d'amore) Geatana Donizettiego i Arlezjance (L'Arlesiana) Francesca Cilei, gdzie osiągnął najlepsze rezultaty. Schipa wykonywał arie, neapolitańskie i hiszpańskie piosenki popularne, własne utwory wokalne.
Schipa pozostawił po sobie wiele nagrań, zwłaszcza słynne Don Pasquale Donizettiego z 1932 – jedno z pierwszych nagrań operowych, w stałym obiegu do dziś.
Schipa zakończył karierę operową w 1958 na rzecz nauki śpiewu w Budapeszcie. W 1959 na zaproszenie albańskiego ministerstwa kultury i edukacji odwiedził Albanię. W wywiadzie dla pisma Głos młodzieży (alb. Zeri i rinise) oświadczył, że jego rodzina ma korzenie albańskie.
Zmarł w 1965 w Nowym Jorku na cukrzycę.